# Keraiten
Die Keraiten (mongolisch Хэрэйд/Chereid) waren ein zentralmongolischer Stammesverband in der Zeit vor dem Mongolischen Reich. Sie lebten im Gebiet zwischen den Flüssen Orchon und Cherlen, östlich von den Naimanen.
Die Keraiten werden meistens als Turkvolk klassifiziert, einige Quellen stufen sie aber auch als Mongolen ein. Namen und Titel der Herrscher legen nahe, dass sie in erster Linie eine Turksprache sprachen. Aber als Koalition vieler Unterclans dürften sie Einflüsse beider Richtungen vereint haben, was eine eindeutige Zuordnung erschwert.

## Nestorianismus
Die Keraiten wurden im frühen 10. Jahrhundert zum nestorianischen Christentum bekehrt. Weitere im 10. und 11. Jahrhundert weitgehend oder gänzlich christianisierte Völker der Region waren die Naimanen und die Merkiten.
Ein Bericht über die Missionierung der Keraiten aus dem 13. Jahrhundert findet sich beim Jakobiten Gregorius Bar-Hebraeus. Nach seinen legendenhaften Angaben kam im frühen 11. Jahrhundert ein keraitischer Herrscher in den Bergen vom Weg ab. Nachdem er die Hoffnung aufgegeben hatte, erschien ihm eine Vision und sagte: „Wenn du an Christus glauben willst, dann werde ich dich führen, damit du nicht vergehst“, wonach er sicher zurückfand. Als er kurz darauf mit christlichen Händlern zusammentraf, erinnerte er sich an die Vision und fragte sie nach ihrem Glauben. Auf ihre Empfehlung sandte er eine Nachricht an den Metropoliten von Merw, welcher Priester und Diakone schickte, um ihn und seinen Stamm zu taufen. Die folgenden Missionsanstrengungen führten zur Taufe von 20.000 seiner Gefolgsleute.
Die Legende von Priesterkönig Johannes, ansonsten in Indien oder Äthiopien angesiedelt, wurde zeitweilig auch mit den nestorianischen Herrschern der Keraiten in Verbindung gebracht. In einigen Versionen wird die Gestalt des Johannes sogar ausdrücklich mit Toghril Chan (siehe unten) gleichgesetzt.

## Unterwerfung durch die Mongolen
Dem keraitischen Herrscher Toghril wurde 1183 vom Jin-Kaiser der Titel Wang-Chan zugesprochen. Toghril ist am bekanntesten als eine Art Patenonkel von Temüdschin (später Dschingis Khan) und als einer seiner frühesten Verbündeten, bis Temüdschins schneller Aufstieg zur Macht sie entzweite.
Temüdschin besiegte die Keraiten 1203, als diese durch innere Streitigkeiten geschwächt waren. Toghril versuchte zu den Naimanen zu fliehen, wurde aber von einem naimanischen Krieger getötet, welcher ihn nicht erkannt hatte. Die verbleibenden Keraiten unterwarfen sich Temüdschin vollständig, aber aus Misstrauen verteilte er sie auf die übrigen mongolischen Stämme.
Einzelne Persönlichkeiten schafften es aber trotzdem zu einflussreichen Positionen im Mongolen-Imperium. So wurden die  nestorianischen Keraiten-Prinzessinnen Doquz-Chatun und Sorghaghtani Beki Schwiegertöchter Dschingis Khans. Letztere hatte vier Söhne, die zeitweise als Großkhane amtierten und zum Teil eigene Dynastien gründeten. Hierzu gehört neben Kublai Khan der erste Ilchan Hülegü, dessen Hauptfrau Doquz-Chatun war.